# Bart Verhallen
Bartholomeus Adrianus (Bart) Verhallen (Hof van Delft, 11 december 1870- Den Haag, 3 juli 1940) was een Nederlands musicus.
Hij was zoon van smid (1870), later (1902) inspecteur van een levensverzekeringsmaatschappij Theodorus Verhallen en Petronella van der Knaap. Hijzelf was getrouwd met Maria Cornelia Mulder, dochter van muziekdocent Jan George Mulder en na haar overlijden met Esperantia Clemence Hautelet.
Hij kreeg in eerste instantie privélessen van Jacobs en J.J. Ashmann in Delft. In die periode begon hij ook met optreden. De vervolgstudie vond plaats aan de Koninklijke Muziekschool in Den Haag. Docenten daar waren Hendrik Gerardus Frederik Hoffmann en Jan George Mulder (viool), Hendrik Dirk van Ling (muziektheorie), L.J. van de Velde (hoorn). Aanvullende studie vond plaats bij Marius van 't Kruijs (compositieleer). In 1889 werd het aangesteld als hoornist bij de Haagse Schutterij (stafmuziek), maar tevens was hij als violist verbonden aan de Diligentiaconcerten van Richard Hol. Hij speelde ook viool in "Eruditio Musica" en het Toonkunstorkest van Friedrich Gernsheim in Rotterdam. Alles mondde uit in de functie eerste violist bij de Franse Opera in Den Haag. Daarbij bespeelde hij ook wel de altviool. Tussen 1897 en 1905 vond hij emplooi als dirigent/kapelmeester in Schiedam bij de stafmuziek der schutterij en de Symphonievereeniging als ook "Koninklijk Schiedams Mannenkoor Orpheus";  Vanaf 1903 tot 1909 speelde hij eerste altviool in het Residentieorkest van Henri Viotta en vanaf 1905 was hij docent aan het Haags Conservatorium (van 1905-1935). Als opleider nam hij zitting in jury’s bij muziekwedstrijden.

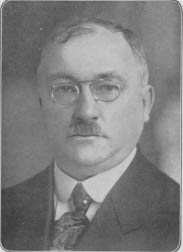
Verhallen in ca. 1923

Hij was ook actief als kamermusicus. Samen met Henri Hack, Charles van Isterdael en H. Voerman vormde hij het "Haagsche Toonkunstkwartet". Rond 1911 zat hij met Louis Wolff/Julius Röntgen, Carl Blitz en Isaäc Mossel in dat strijkkwartet. In 1909 keerde hij terug bij de militaire muziek; hij werd als opvolger van Arthur Seidel dirigent bij het Korps Koninklijke Scherpschutters in Rotterdam.
Van hem zijn enkele composities bekend, te noemen zijn Minne (opus 18), Serenade voor trio (opus 44) en Lentelied (opus 56). De meeste werken werden gepubliceerd door Firma van Eck in Den Haag, maar zijn toch meest vergeten. Bekend bleef Rotterdamsche vlag (wel het volkslied van Rotterdam genoemd); de concurrent van de muziek in Rotterdam van Willy Schootemeijer.
Hij overleed na terugkeer uit een plaatselijk ziekenhuis thuis Willem van Outhoornstraat 12B en werd begraven op de Algemene Begraafplaats aan de Kerkhoflaan. Hij was officier d’Académie Française.
Schiedam kent het Bart Verhallenplein.
- International Standard Name Identifier: 0000 0003 9540 2426
- Nederlandse Thesaurus van Auteursnamen: 16901696X
- RKD-Nederlands Instituut voor Kunstgeschiedenis: 456082
- Virtual International Authority File: 290118909
- WorldCat: E39PBJtX4Drf7xDpBDmJ9cQyVC